# Chongxidotea annandalei
Chongxidotea annandalei is een pissebeddensoort uit de familie van de Holognathidae. De wetenschappelijke naam van de soort is voor het eerst geldig gepubliceerd in 1921 door Walter Medley Tattersall.